# 萬壽臺議事堂
萬壽臺議事堂（：／）位於朝鮮民主主義人民共和國首都平壤市大同江畔萬壽臺，建立於1984年10月，是朝鮮最高立法機構最高人民會議會議用場所。最高人民會議每年在此舉行一次會議。
萬壽台議事堂亦會用於北韓在慶祝人民政權創建日時，北韓的高階官員接待北韓境外代表祝賀團的場所。